# Далекоизточен свирец
Далекоизточен свирец (Numenius madagascariensis) е вид птица от семейство Бекасови (Scolopacidae). Видът е световно застрашен, със статут Уязвим.

## Разпространение
Видът е разпространен в Австралия, Бруней, Виетнам, Гуам, Индонезия, Източен Тимор, Китай, Малайзия, Микронезия, Монголия, Нова Зеландия, Палау, Папуа Нова Гвинея, Русия, Северна Корея, Северни Мариански острови, Сингапур, Тайланд, Фиджи, Филипините, Хонконг, Южна Корея и Япония.